# 必须旗帜鲜明地反对动乱
《必须旗帜鲜明地反对动乱》，又称“四·二六社论”，是中国共产党党报《人民日报》于1989年4月26日在头版头条刊发的社论，内容将之前全国各地對前中共中央总书记胡耀邦的悼念活動及學生、市民的抗議活動稱之為打、砸、抢、烧的严重事件，並將其定性爲被“極少數別有用心的人利用”學生、工人所製造的動亂；該社論後來收錄在1991年底出版的《十三大以来重要文献选编》一書中（上冊第509-511頁）。
該社論激化了中國共產黨與抗議者之間的矛盾，被認爲是六四事件衝突升級的導火索之一。

## 起草与发布
1989年4月25日，中共中央将政治局会议和中央军委主席邓小平的看法通报赵紫阳和陈云、李先念、彭真、邓颖超等。国务院总理李鹏还要求政治局常委胡启立负责，由曾建徽起草《人民日报》社论，《必须旗帜鲜明地反对动乱》（后称“四·二六社论”），当晚就在中央人民广播电台和中国中央电视台《新闻联播》播出，次日《人民日报》头版头条发表社论全文。
社论称，“有极少数别有用心的人”利用学生制造混乱，“全党和全国人民都要充分认识这场斗争的严重性，团结起来，旗帜鲜明地反对动乱”。

## 影响
四·二六社论发表翌日，中共中央政治局委员、中共上海市委书记江泽民以市委名义召开万人基层党员干部大会，要求党员群众认真学习四·二六社论精神，制止动乱；北京也召开万人基层党员干部大会，中共中央政治局委員、中共北京市委書記李锡铭发表讲话，称要维护首都社会稳定，批评学生是在搞“文革”、制造动乱。